# بنسه دردای
بنسه دردای (انگلیسی: Bence Dárdai؛ زادهٔ ۲۴ ژانویهٔ ۲۰۰۶) بازیکن فوتبال اهل آلمان است.
وی همچنین در تیم‌های ملی فوتبال زیر ۱۶ سال آلمان و جوانان آلمان بازی کرده‌است.